# Gauliga Pommern 1940/41
Die Gauliga Pommern 1940/41 (offiziell: Bereichsklasse Pommern 1940/41) war die achte Spielzeit der Gauliga Pommern des Deutschen Fußball-Bundes. Die Gauliga Pommern wurde erneut in zwei Gruppen aufgeteilt. Die jeweiligen Gruppensieger spielten in Finalspielen die Gaumeisterschaft aus. Die Gaumeisterschaft sicherte sich zum ersten Mal der LSV Stettin im Finale gegen den SV Germania Stolp und qualifizierte sich dadurch für die deutsche Fußballmeisterschaft 1940/41. Bei dieser wurden die Stettiner Gruppenzweiter der Untergruppe 1a, hinter Vorwärts-Rasensport Gleiwitz und vor Preußen Danzig.

## Abschnitt Ost

### Kreuztabelle
| 1940/41                | SV Germania Stolp | SV Viktoria Stolp | SV Viktoria Kolberg | SV Stern-Fortuna Stolp | Kösliner SV Phönix | SV Preußen Köslin |
| ---------------------- | ----------------- | ----------------- | ------------------- | ---------------------- | ------------------ | ----------------- |
| SV Germania Stolp      |                   | 6:3               | 5:1                 | 8:1                    | 6:2                | 6:1               |
| SV Viktoria Stolp      | 1:2               |                   | +0:0 a              | 0:1                    | 5:2                | 6:4               |
| SV Viktoria Kolberg    | 2:7               | 6:1               |                     | 4:1                    | 6:3                | 2:0               |
| SV Stern-Fortuna Stolp | 3:4               | 1:8               | 3:1                 |                        | 2:3                | 2:1               |
| Kösliner SV Phönix     | 1:3               | 0:6               | 1:1                 | 2:1                    |                    | 1:1               |
| SV Preußen Köslin      | 0:3               | 0:3               | 1:2                 | 2:2                    | 3:2                |                   |

### Abschlusstabelle
| Pl. | Verein                  | Sp. | S  | U | N | Tore    | Quote | Punkte |
| --- | ----------------------- | --- | -- | - | - | ------- | ----- | ------ |
| 1.  | SV Germania Stolp       | 10  | 10 | 0 | 0 | 050:150 | 3,33  | 20:0   |
| 2.  | SV Viktoria Stolp       | 10  | 6  | 0 | 4 | 033:220 | 1,50  | 12:80  |
| 3.  | SV Viktoria Kolberg (N) | 10  | 5  | 1 | 4 | 025:220 | 1,14  | 11:90  |
| 4.  | SV Stern-Fortuna Stolp  | 10  | 3  | 1 | 6 | 017:330 | 0,52  | 07:13  |
| 5.  | Kösliner SV Phönix (N)  | 10  | 2  | 2 | 6 | 017:340 | 0,50  | 06:14  |
| 6.  | SV Preußen Köslin (N)   | 10  | 1  | 2 | 7 | 013:290 | 0,45  | 04:16  |

| (N) | Aufsteiger aus den 1. Kreisklassen |

## Abschnitt West

### Kreuztabelle
| 1940/41                     | LSV Stettin |     | VfL Stettin | Stettiner SC | MTV Pommerensdorf | SV Nordring Stettin | TSv 1861 Swinemünde | SV Preußen-Borussia Stettin |
| --------------------------- | ----------- | --- | ----------- | ------------ | ----------------- | ------------------- | ------------------- | --------------------------- |
| LSV Stettin                 |             | 4:1 | 2:0         | 4:3          | 3:2               | 5:0                 | 6:0                 | 5:0                         |
| LSV Pütnitz                 | 5:4         |     | 0:2         | 5:2          | 4:0               | 2:0                 | 4:0                 | 11:0                        |
| VfL Stettin                 | 0:2         | 2:9 |             | 1:3          | 2:1               | 4:2                 | 8:2                 | 1:1                         |
| Stettiner SC                | 1:2         | 3:2 | 2:4         |              | 4:2               | 3:1                 | 2:0                 | 4:2                         |
| MTV Pommerensdorf           | 1:1         | 2:4 | 1:2         | 2:1          |                   | 2:2                 | +0:0 b              | 3:2                         |
| SV Nordring Stettin         | 1:6         | 4:4 | 0:6         | 1:2          | 4:5               |                     | 7:2                 | 4:1                         |
| TSV 1861 Swinemünde         | 1:13        | 1:5 | 2:1         | 3:3          | 2:2               | 1:6                 |                     | 6:1                         |
| SV Preußen-Borussia Stettin | 0:9         | 1:5 | 1:6         | 3:7          | 3:3 c             | 2:3                 | 5:3                 |                             |

### Abschlusstabelle
| Pl. | Verein                          | Sp. | S  | U | N  | Tore    | Quote | Punkte |
| --- | ------------------------------- | --- | -- | - | -- | ------- | ----- | ------ |
| 1.  | LSV Stettin (N)                 | 14  | 12 | 1 | 1  | 066:150 | 4,40  | 25:30  |
| 2.  | LSV Pütnitz (N)                 | 14  | 10 | 1 | 3  | 061:250 | 2,44  | 21:70  |
| 3.  | VfL Stettin (M)                 | 14  | 8  | 1 | 5  | 039:280 | 1,39  | 17:11  |
| 4.  | Stettiner SC                    | 14  | 8  | 1 | 5  | 040:320 | 1,25  | 17:11  |
| 5.  | MTV Pommerensdorf               | 14  | 5  | 3 | 6  | 028:340 | 0,82  | 13:15  |
| 6.  | SV Nordring Stettin             | 14  | 4  | 1 | 9  | 035:470 | 0,74  | 09:19  |
| 7.  | TSV 1861 Swinemünde             | 14  | 2  | 2 | 10 | 023:630 | 0,37  | 06:22  |
| 8.  | SV Preußen-Borussia Stettin (N) | 14  | 1  | 2 | 11 | 022:700 | 0,31  | 04:24  |

| (M) | Titelverteidiger                   |
| (N) | Aufsteiger aus den 1. Kreisklassen |

## Finalspiele Gaumeisterschaft

### Hinspiel
| SV Germania Stolp                     | SV Germania Stolp | LSV Stettin | LSV Stettin |
| ------------------------------------- | --- | --- | ----------- |
| SV Germania Stolp                     | \| 9. März 1941 in Stolp (Germaniaplatz) \| \| Ergebnis: 1:11 (0:5) \| \| Zuschauer: 1.500 \| \| Schiedsrichter: Sauer (Neustettin) \| | \| 9. März 1941 in Stolp (Germaniaplatz) \| \| Ergebnis: 1:11 (0:5) \| \| Zuschauer: 1.500 \| \| Schiedsrichter: Sauer (Neustettin) \|                                                                 | LSV Stettin |
| SV Germania Stolp                     | Husermann – Damaschke, Zühlke – Scherff, Hermann, Adomat – Knuth, Schulz, König, Bauske, Wilke                                         | Rasch – Zerwas, Groth – Makowiack, Roggow, Otto Lüdecke – Georg Frosch, Ernst Auerhahn, Rolf Rohrberg, Golm, Kösser                                                                                    | LSV Stettin |
| SV Germania Stolp                     | 1:7 König (64., FE) | 0:1 Auerhahn (12.) 0:2 Auerhahn (17.) 0:3 Rohrberg (21.) 0:4 Frosch (36.) 0:5 Golm (37.) 0:6 Golm (53.) 0:7 Rohrberg (60.) 1:8 Frosch (72.) 1:9 Auerhahn (76.) 1:10 Auerhahn (79.) 1:11 Rohrberg (85.) | LSV Stettin |
| 9. März 1941 in Stolp (Germaniaplatz) | | |             |
| Ergebnis: 1:11 (0:5)                  | | |             |
| Zuschauer: 1.500                      | | |             |
| Schiedsrichter: Sauer (Neustettin)    | | |             |

### Rückspiel
| LSV Stettin                                       | LSV Stettin | SV Germania Stolp | SV Germania Stolp |
| ------------------------------------------------- | --- | --- | ----------------- |
| LSV Stettin                                       | \| 16. März 1941 in Stettin (Platz des Stettiner SC) \| \| Ergebnis: 2:0 (1:0) \| \| Zuschauer: 3.500 \| \| Schiedsrichter: Graf (Peenemünde) \| | \| 16. März 1941 in Stettin (Platz des Stettiner SC) \| \| Ergebnis: 2:0 (1:0) \| \| Zuschauer: 3.500 \| \| Schiedsrichter: Graf (Peenemünde) \| | SV Germania Stolp |
| LSV Stettin                                       | Rasch – Zerwas, Groth – Makowiack, Roggow, Otto Lüdecke – Georg Frosch, Ernst Auerhahn, Rolf Rohrberg, Golm, Kösser                              | Heyer – Damaschke, Czöczock – Block, Hermann, Zühlke – Höffner, König, Scherff, Wilke, Schulz                                                    | SV Germania Stolp |
| LSV Stettin                                       | 1:0 Lüdecke (18.) 2:0 Lüdecke (81.) | | SV Germania Stolp |
| 16. März 1941 in Stettin (Platz des Stettiner SC) | | |                   |
| Ergebnis: 2:0 (1:0)                               | | |                   |
| Zuschauer: 3.500                                  | | |                   |
| Schiedsrichter: Graf (Peenemünde)                 | | |                   |

## Aufstiegsspiele
Die Sieger der einzelnen 1. Klassen traten zu Aufstiegsspielen an, die Sieger der Bezirke 6 und 7 ermittelten einen Aufsteiger für die Bereichsklasse Abschnitt Ost, die Sieger der Bezirke 1/2 und 3 ermittelten eine Aufsteiger für die Bereichsklasse Abschnitt West.
| Datum                         |                                                           | Gesamt |                                                                 | Hinspiel | Rückspiel |
| ----------------------------- | --------------------------------------------------------- | ------ | --------------------------------------------------------------- | -------- | --------- |
| 29. Juni 1941 / 20. Juli 1941 | LSV Stolpmünde (Sieger 1. Klasse Bezirk 7 Ostpommern)     | 4:20   | HSV Hubertus Kolberg (Sieger 1. Klasse Bezirk 6 Persantebezirk) | 4:6      | 0:14      |
| 25. Mai 1941 / 15. Juni 1941  | SC Viktoria Stargard (Sieger 1. Klasse Bezirk 3 Oderland) | 2:30   | LSV Parow (Sieger 1. Klasse Bezirk 1/2)                         | 1:1      | 1:2       |